# رود کوتتی
رود کوتتی (به لاتین: Koetoi River) یک رود در ژاپن است که در Hokkaido Prefecture واقع شده‌است.